# Dorfkirche Schmergow

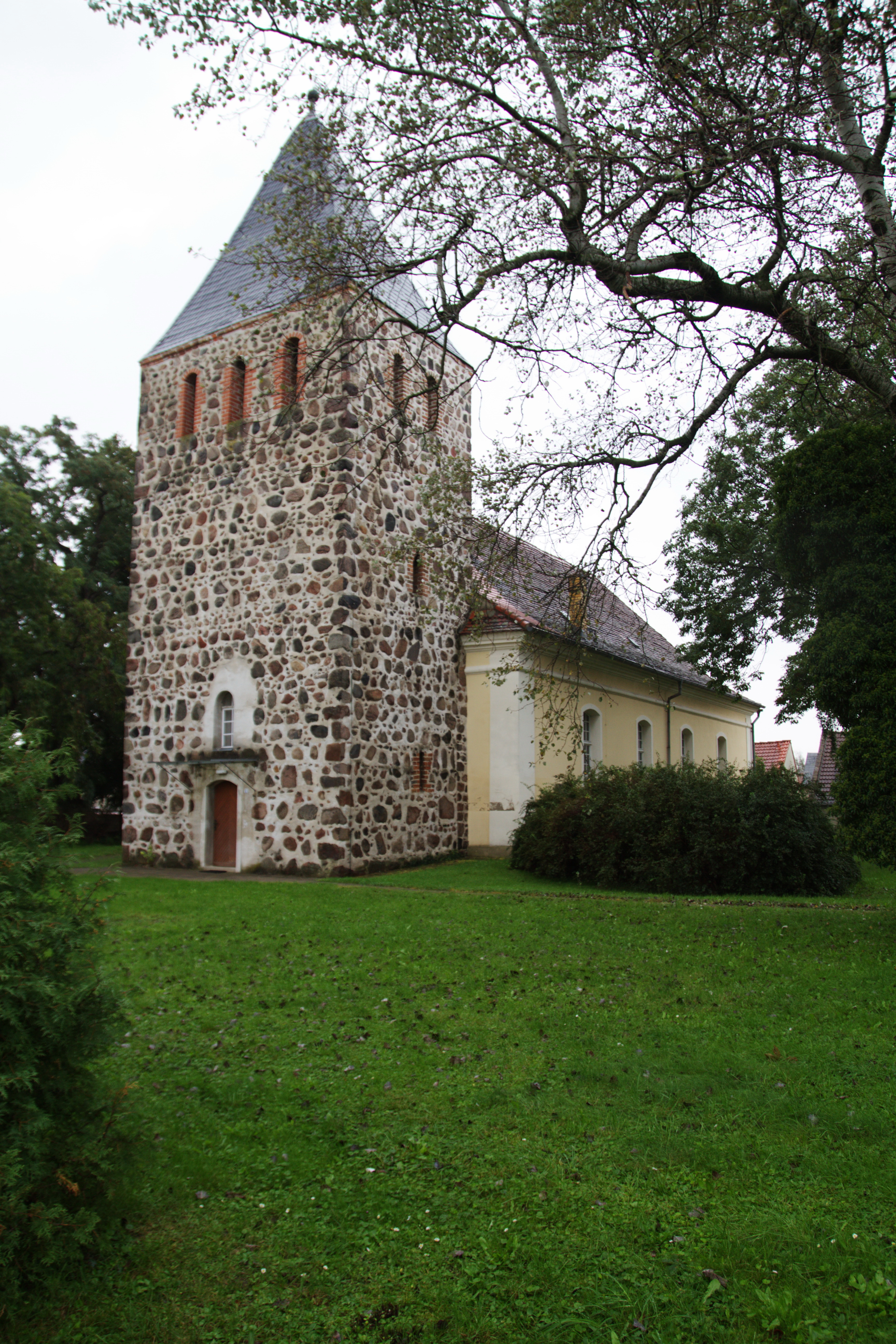
Dorfkirche Schmergow

Die Dorfkirche Schmergow ist eine denkmalgeschützte evangelische Kirche, die im Gemeindeteil Schmergow der Gemeinde Groß Kreutz im Landkreis Potsdam-Mittelmark von Brandenburg steht. Die Kirche ist in der Denkmalliste des Landes Brandenburg unter der ID-Nr. 09190384 eingetragen.

## Beschreibung
Das barocke Langhaus aus verputzten Backsteinen wurde 1744 erbaut. Es ist mit einem Satteldach aus Biberschwänzen bedeckt, das im Osten abgewalmt ist. Der querrechteckige, gegenüber dem Langhaus eingezogene Kirchturm aus Feldsteinen im Westen stammt vom mittelalterlichen Vorgängerbau aus dem 15. Jahrhundert. Er wurde 1877 mit einem schiefergedeckten Zeltdach versehen, das die Dachziegel ersetzte. Im obersten Geschoss, das den Glockenstuhl mit drei Kirchenglocken beherbergt, wurden für die Laibungen der Klangarkaden Backsteine verwendet. Der Innenraum, der mit einer Flachdecke überspannt ist, hat Emporen an drei Seiten, die auf toskanischen Säulen ruhen. Unter einer Empore wurde eine Winterkirche eingebaut. Die oktogonale, hölzerne Kanzel stammt aus dem 18. Jahrhundert, das Taufbecken aus der zweiten Hälfte des 19. Jahrhunderts. Die Orgel mit sieben Registern, einem Manual und einem Pedal wurde 1856 von Carl Ludwig Gesell gebaut.